# Fatou Guinea
Fatou Guinea, de son vrai nom Fatoumata Kaba, née le 4 septembre 1995 à Aubervilliers,, est une actrice et entrepreneuse française.

## Biographie

### Enfance et débuts
Fatou Guinea naît et grandit à Aubervilliers, en Seine-Saint-Denis, au sein d’une famille guinéenne,. Son père est enseignant de mathématiques et sa mère aide-soignante.

### Carrière
En 2019, Fatou Guinea commence à produire du contenu en ligne. En 2021, elle obtient un rôle dans la deuxième saison de la série Validé diffusée sur Canal+, et prête sa voix au personnage de Nooshy dans le film d’animation Tous en scène 2.
En 2022, elle apparaît dans le film La Brigade aux côtés d’Audrey Lamy et de François Cluzet, puis joue ensuite dans Les SEGPA au ski et dans la série Rictus produite par OCS.
En juin 2022, elle est membre du jury de la première édition du Festival du Film de Demain à Vierzon, présidé par Corinne Masiero, aux côtés de Julie de Bona, Naidra Ayadi, Axel Auriant et Xavier Legrand.
Le 1er octobre 2023, elle participe au défilé organisé par L’Oréal à Paris.
En septembre 2023, elle ouvre à Paris un restaurant nommé Djaam, proposant une cuisine inspirée de traditions africaines,.

## Engagement
En 2021, elle réalise une émission consacrée à la préservation de la faune du Vercors, en collaboration avec le mouvement On est prêt.
En septembre 2021, elle participe à la campagne #LePoidsDesMots, lancée par Instagram contre le cyberharcèlement, en partenariat avec l’association e-Enfance et soutenue par Brigitte Macron.

## Filmographie
- 2021 : Validé (Saison 2), Tous en scène 2 (voix)
- 2022 : La Brigade
- 2023 : Les SEGPA au ski : Charlène
- 2023 : Rictus
- 2025 : LOL : qui rit, sort ! : participante saison 5 (émission, Prime Vidéo)